# Tallören (vid Lillpellinge, Borgå)
Tallören är en ö i Finland. Den ligger i Finska viken och i kommunen Borgå i den ekonomiska regionen  Borgå i landskapet Nyland, i den södra delen av landet. Ön ligger omkring 55 kilometer öster om Helsingfors.
Öns area är 1,1 hektar och dess största längd är 280 meter i nord-sydlig riktning. Ön höjer sig omkring 10 meter över havsytan.